# Miyagawa Chōshun

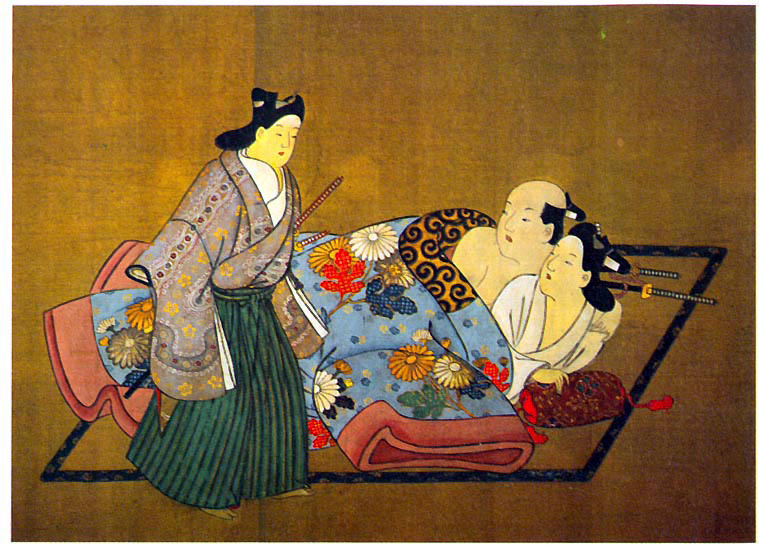
Um dos trabalhos de Chōshun.

Miyagawa Chōshun (em japonês:  宮川 長春; 1683 – 1753) foi um pintor japonês do estilo ukiyo-e. Fundador da escola Miyagawa, ele e seus pupilos estiveram entre os poucos artistas de ukiyo-e que não produziam xilogravura. Chōshun nasceu na província de Owari, mas viveu muitos de seus últimos anos em Edo, onde morreu.[carece de fontes?]
Chōshun foi treinado por artistas da escola Tosa e escola Kanō, e também pelo mestre do primitivo ukiyo-e Hishikawa Moronobu. Tais influências são nítidas em seu trabalho. Suas representações são dotadas de uma leve feminilidade. Richard Lane, estudioso do ukiyo-e, considera sua técnica de coloração entre as melhores do estilo artístico. Chōshun retratava quase que exclusivamente cortesãs, mas também são notórios em sua produção peças de Shunga, de pinturas eróticas.[carece de fontes?]